# Kotleari, Mirhorod
Kotleari (în ucraineană Котлярі) este un sat în comuna Dibrivka din raionul Mirhorod, regiunea Poltava, Ucraina.

## Demografie
Componența lingvistică a localității Kotleari
     Ucraineană (100%)
Conform recensământului din 2001, toată populația localității Kotleari era vorbitoare de ucraineană (100%).